# Hachimantai, Iwate
Hachimantai  (八幡平市  Hachimantai-shi) là thành phố thuộc tỉnh Iwate, Nhật Bản. Tính đến ngày 1 tháng 4 năm 2020, dân số ước tính thành phố là 24.023 người và mật độ dân số là 28 người/km2. Tổng diện tích thành phố là 862,30 km2.

## Địa lý
Hachimantai nằm ở dãy núi Ōu, giáp với tỉnh Aomori ở phía bắc và tỉnh Akita ở phía tây. Một phần của Núi Hachimantai và Núi Iwate nằm trong ranh giới của nó. Các bộ phận của thành phố nằm trong ranh giới của Vườn quốc gia Towada-Hachimantai. Núi Iwate, ngọn núi cao nhất ở Tỉnh Iwate, nằm trên ranh giới của Hachimantai với Shizukuishi và Takizawa.

### Khí hậu
Thành phố Hachimantai có khí hậu lục địa ẩm ướt đặc trưng, mùa hè ấm áp đến nóng bức và mùa đông lạnh giá với tuyết rơi dày. Nhiệt độ trung bình hàng năm ở Hachimantai là 9,3 °C. Lượng mưa trung bình hàng năm là 1.387 mm. Nhiệt độ trung bình cao nhất vào tháng 8 khoảng 22,9 °C và thấp nhất vào tháng 1 khoảng -3,4 °C.
| Dữ liệu khí hậu của Hachimantai         | Dữ liệu khí hậu của Hachimantai | Dữ liệu khí hậu của Hachimantai | Dữ liệu khí hậu của Hachimantai | Dữ liệu khí hậu của Hachimantai | Dữ liệu khí hậu của Hachimantai | Dữ liệu khí hậu của Hachimantai | Dữ liệu khí hậu của Hachimantai | Dữ liệu khí hậu của Hachimantai | Dữ liệu khí hậu của Hachimantai | Dữ liệu khí hậu của Hachimantai | Dữ liệu khí hậu của Hachimantai | Dữ liệu khí hậu của Hachimantai | Dữ liệu khí hậu của Hachimantai |
| Tháng                                   | 1                               | 2                               | 3                               | 4                               | 5                               | 6                               | 7                               | 8                               | 9                               | 10                              | 11                              | 12                              | Năm                             |
| --------------------------------------- | ------------------------------- | ------------------------------- | ------------------------------- | ------------------------------- | ------------------------------- | ------------------------------- | ------------------------------- | ------------------------------- | ------------------------------- | ------------------------------- | ------------------------------- | ------------------------------- | ------------------------------- |
| Cao kỉ lục °C (°F)                      | 12.4 (54.3)                     | 12.2 (54.0)                     | 19.9 (67.8)                     | 28.8 (83.8)                     | 32.6 (90.7)                     | 33.5 (92.3)                     | 35.2 (95.4)                     | 35.5 (95.9)                     | 34.0 (93.2)                     | 27.8 (82.0)                     | 20.7 (69.3)                     | 16.9 (62.4)                     | 35.5 (95.9)                     |
| Trung bình ngày tối đa °C (°F)          | 0.8 (33.4)                      | 1.9 (35.4)                      | 6.2 (43.2)                      | 13.5 (56.3)                     | 19.8 (67.6)                     | 23.6 (74.5)                     | 26.6 (79.9)                     | 27.7 (81.9)                     | 23.4 (74.1)                     | 17.1 (62.8)                     | 10.0 (50.0)                     | 3.4 (38.1)                      | 14.5 (58.1)                     |
| Trung bình ngày °C (°F)                 | −3.1 (26.4)                     | −2.5 (27.5)                     | 1.4 (34.5)                      | 7.6 (45.7)                      | 13.8 (56.8)                     | 18.0 (64.4)                     | 21.6 (70.9)                     | 22.5 (72.5)                     | 18.1 (64.6)                     | 11.4 (52.5)                     | 5.0 (41.0)                      | −0.4 (31.3)                     | 9.4 (48.9)                      |
| Tối thiểu trung bình ngày °C (°F)       | −7.9 (17.8)                     | −7.6 (18.3)                     | −3.7 (25.3)                     | 1.4 (34.5)                      | 7.8 (46.0)                      | 13.0 (55.4)                     | 17.5 (63.5)                     | 18.3 (64.9)                     | 13.3 (55.9)                     | 5.8 (42.4)                      | 0.1 (32.2)                      | −4.5 (23.9)                     | 4.5 (40.1)                      |
| Thấp kỉ lục °C (°F)                     | −21.8 (−7.2)                    | −22.2 (−8.0)                    | −15.4 (4.3)                     | −11.0 (12.2)                    | −2.7 (27.1)                     | 1.7 (35.1)                      | 7.7 (45.9)                      | 7.7 (45.9)                      | 1.3 (34.3)                      | −4.3 (24.3)                     | −11.0 (12.2)                    | −18.0 (−0.4)                    | −22.2 (−8.0)                    |
| Lượng Giáng thủy trung bình mm (inches) | 42.5 (1.67)                     | 41.7 (1.64)                     | 66.7 (2.63)                     | 65.0 (2.56)                     | 75.8 (2.98)                     | 87.4 (3.44)                     | 154.5 (6.08)                    | 158.3 (6.23)                    | 149.1 (5.87)                    | 100.5 (3.96)                    | 75.4 (2.97)                     | 67.1 (2.64)                     | 1.076,8 (42.39)                 |
| Lượng tuyết rơi trung bình cm (inches)  | 122 (48)                        | 108 (43)                        | 60 (24)                         | 5 (2.0)                         | 0 (0)                           | 0 (0)                           | 0 (0)                           | 0 (0)                           | 0 (0)                           | 0 (0)                           | 10 (3.9)                        | 90 (35)                         | 392 (154)                       |
| Số ngày mưa trung bình                  | 10.9                            | 9.9                             | 11.2                            | 9.9                             | 9.8                             | 8.7                             | 11.6                            | 10.7                            | 11.2                            | 10.9                            | 12.5                            | 12.8                            | 130.1                           |
| Số ngày tuyết rơi trung bình            | 16.0                            | 13.8                            | 7.2                             | 0.7                             | 0                               | 0                               | 0                               | 0                               | 0                               | 0                               | 1.4                             | 10.8                            | 49.9                            |
| Số giờ nắng trung bình tháng            | 82.7                            | 88.1                            | 139.0                           | 173.7                           | 187.9                           | 152.5                           | 118.3                           | 135.8                           | 128.1                           | 131.4                           | 102.6                           | 75.1                            | 1.515,9                         |
| Nguồn 1: Cục Khí tượng Nhật Bản         |                                 |                                 |                                 |                                 |                                 |                                 |                                 |                                 |                                 |                                 |                                 |                                 |                                 |
| Nguồn 2: Cục Khí tượng Nhật Bản         |                                 |                                 |                                 |                                 |                                 |                                 |                                 |                                 |                                 |                                 |                                 |                                 |                                 |

| Dữ liệu khí hậu của Arayashimmachi, Hachimantai | Dữ liệu khí hậu của Arayashimmachi, Hachimantai | Dữ liệu khí hậu của Arayashimmachi, Hachimantai | Dữ liệu khí hậu của Arayashimmachi, Hachimantai | Dữ liệu khí hậu của Arayashimmachi, Hachimantai | Dữ liệu khí hậu của Arayashimmachi, Hachimantai | Dữ liệu khí hậu của Arayashimmachi, Hachimantai | Dữ liệu khí hậu của Arayashimmachi, Hachimantai | Dữ liệu khí hậu của Arayashimmachi, Hachimantai | Dữ liệu khí hậu của Arayashimmachi, Hachimantai | Dữ liệu khí hậu của Arayashimmachi, Hachimantai | Dữ liệu khí hậu của Arayashimmachi, Hachimantai | Dữ liệu khí hậu của Arayashimmachi, Hachimantai | Dữ liệu khí hậu của Arayashimmachi, Hachimantai |
| Tháng                                           | 1                                               | 2                                               | 3                                               | 4                                               | 5                                               | 6                                               | 7                                               | 8                                               | 9                                               | 10                                              | 11                                              | 12                                              | Năm                                             |
| ----------------------------------------------- | ----------------------------------------------- | ----------------------------------------------- | ----------------------------------------------- | ----------------------------------------------- | ----------------------------------------------- | ----------------------------------------------- | ----------------------------------------------- | ----------------------------------------------- | ----------------------------------------------- | ----------------------------------------------- | ----------------------------------------------- | ----------------------------------------------- | ----------------------------------------------- |
| Cao kỉ lục °C (°F)                              | 12.3 (54.1)                                     | 13.5 (56.3)                                     | 18.5 (65.3)                                     | 28.1 (82.6)                                     | 32.3 (90.1)                                     | 33.4 (92.1)                                     | 34.1 (93.4)                                     | 35.0 (95.0)                                     | 32.9 (91.2)                                     | 28.6 (83.5)                                     | 21.2 (70.2)                                     | 16.2 (61.2)                                     | 35.0 (95.0)                                     |
| Trung bình ngày tối đa °C (°F)                  | 0.2 (32.4)                                      | 1.2 (34.2)                                      | 5.3 (41.5)                                      | 12.7 (54.9)                                     | 19.0 (66.2)                                     | 22.6 (72.7)                                     | 25.5 (77.9)                                     | 26.7 (80.1)                                     | 22.7 (72.9)                                     | 16.5 (61.7)                                     | 9.5 (49.1)                                      | 2.8 (37.0)                                      | 13.7 (56.7)                                     |
| Trung bình ngày °C (°F)                         | −3.2 (26.2)                                     | −2.6 (27.3)                                     | 0.8 (33.4)                                      | 6.9 (44.4)                                      | 13.2 (55.8)                                     | 17.3 (63.1)                                     | 20.9 (69.6)                                     | 21.9 (71.4)                                     | 17.6 (63.7)                                     | 11.0 (51.8)                                     | 4.9 (40.8)                                      | −0.7 (30.7)                                     | 9.0 (48.2)                                      |
| Tối thiểu trung bình ngày °C (°F)               | −7.6 (18.3)                                     | −7.2 (19.0)                                     | −4.1 (24.6)                                     | 1.2 (34.2)                                      | 7.3 (45.1)                                      | 12.5 (54.5)                                     | 17.1 (62.8)                                     | 18.0 (64.4)                                     | 13.2 (55.8)                                     | 5.9 (42.6)                                      | 0.4 (32.7)                                      | −4.4 (24.1)                                     | 4.4 (39.8)                                      |
| Thấp kỉ lục °C (°F)                             | −20.1 (−4.2)                                    | −20.8 (−5.4)                                    | −18.4 (−1.1)                                    | −12.4 (9.7)                                     | −3.1 (26.4)                                     | 2.0 (35.6)                                      | 6.7 (44.1)                                      | 7.1 (44.8)                                      | 0.2 (32.4)                                      | −3.4 (25.9)                                     | −11.4 (11.5)                                    | −17.7 (0.1)                                     | −20.8 (−5.4)                                    |
| Lượng Giáng thủy trung bình mm (inches)         | 60.9 (2.40)                                     | 53.1 (2.09)                                     | 72.0 (2.83)                                     | 66.9 (2.63)                                     | 76.6 (3.02)                                     | 95.9 (3.78)                                     | 171.4 (6.75)                                    | 175.3 (6.90)                                    | 157.8 (6.21)                                    | 119.3 (4.70)                                    | 93.3 (3.67)                                     | 90.8 (3.57)                                     | 1.235,4 (48.64)                                 |
| Số ngày giáng thủy trung bình (≥ 1.0 mm)        | 15.8                                            | 14.3                                            | 13.9                                            | 11.8                                            | 10.8                                            | 9.8                                             | 12.0                                            | 12.2                                            | 12.2                                            | 12.9                                            | 14.7                                            | 16.4                                            | 156.8                                           |
| Số giờ nắng trung bình tháng                    | 62.1                                            | 78.4                                            | 122.8                                           | 167.6                                           | 184.6                                           | 158.1                                           | 124.8                                           | 149.6                                           | 137.7                                           | 137.2                                           | 100.2                                           | 63.3                                            | 1.486,3                                         |
| Nguồn: Cục Khí tượng Nhật Bản                   |                                                 |                                                 |                                                 |                                                 |                                                 |                                                 |                                                 |                                                 |                                                 |                                                 |                                                 |                                                 |                                                 |

Notes
1. ↑  former Matsuo Village, now Matsuo-Hachimantai Station